# Бобрик Євген Феофанович
Бобрик Євген Феофанович  (нар. 2 березня 1972 Рівне) - український художник.
Член Національної спілки художників України з 2000 року. У 1994–95 роках стажувався в університеті м. Ґранади (Іспанія). Від 1996 викладає живопис і композицію у КДАМ. Учасник міжнародних виставок від 1991 року. Працює в галузі станкового живопису, використовує оригінальну техніку енкаустики, що зумовлює соковиту колористичну гаму та експресивну фактурність робіт, у яких монументальність поєднується з декоративністю. Тематика різноманітна — класичні біблійні сюжети, звернення до образів інших культур. З кінця 90-х років займається дизайном інтер'єрів, меблів та аксесуарів. Разом із Володимиром Вакуленком заснував дизайн-студію Art International. 
Тато Євгена Бобрика — Феофан Бобрик — художник графік, багаторічний голова Рівненського відділення Спілки художників України. Євген Бобрик закінчив спочатку Дніпропетровське художнє училище, потім у 1997 році, Національну Академію мистецтв і архітектури в майстерні викладача Миколи Стороженка.